# 亚堆乡
亚堆乡，是中华人民共和国西藏自治区山南市乃东区下辖的一个乡镇级行政单位。

## 行政区划
亚堆乡下辖以下地区：
亚桑村、热木那村、曲德贡村、支那村、才朋村、郭乃村、曲德沃村和日苏村。